# Maisí
Maisí är en ort i Kuba.   Den ligger i provinsen Provincia de Guantánamo, i den östra delen av landet, 900 km öster om huvudstaden Havanna. Maisí ligger 16 meter över havet och antalet invånare är 28 276.
Terrängen runt Maisí är varierad. Havet är nära Maisí åt nordost.  Det finns inga andra samhällen i närheten. I omgivningarna runt Maisí växer i huvudsak städsegrön lövskog.